# Modern Times Forever
Modern Times Forever is een film van de Deense artiestengroep Superflex.
De film uit 2011 is sinds 2012 de op een na langste film, met een duur van 240 uur. De film toont het door de artiesten voorziene verval van het hoofdkantoor van de Finse papierfabrikant Stora Enso in Helsinki gedurende de komende honderden jaren. De film werd in eerste instantie op het gebouw geprojecteerd.